# Agapophytus borealis
Agapophytus borealis är en tvåvingeart som beskrevs av Shaun L. Winterton och Irwin 2001. Agapophytus borealis ingår i släktet Agapophytus och familjen stilettflugor. Inga underarter finns listade i Catalogue of Life.